# ライオネル・ボイル (第3代オーラリー伯爵)
第3代オーラリー伯爵ライオネル・ボイル (英語: Lionel Boyle, 3rd Earl of Orrery、1671年7月11日 - 1703年8月24日) は、アイルランド貴族、イングランド王国庶民院議員で、1679年から1682年までブロッグヒル男爵を儀礼称号として使用した。
第2代オーラリー伯爵ロジャー・ボイルと、第5代ドーセット伯爵リチャード・サックヴィル (英語版) の娘メアリー (1647-1710) の長男として生まれ、オランダのユトレヒト大学で学んだ。1682年、父からオーラリー伯爵位を承継したが、これはアイルランド貴族爵位だったため、イギリス貴族院の議席を獲得することはできなかった  。その後1695年2月から10月までと、1698年から1701年1月まで、さらに1701年12月から1702年まで、イースト・グリンステッド選挙区 (英語版)選出のイングランド王国庶民院議員となった。
ボイルは最初のいとこで、第6代ドーセット伯爵チャールズ・サックヴィル (英語版) の非嫡出子であるメアリーと結婚した。彼は1703年8月にロンドン、ケンジントンのアールズ・コートで亡くなった。32歳だった。彼の伯爵位は弟のチャールズが承継した。
翌1704年、メアリーはボイルのはとこである第2代シャノン子爵リチャード・ボイルと再婚した。彼女は1714年6月に亡くなった 。

## 系譜図
|  |  |                  |                  |                  |                  |                                                                                              |                                                                                              |                                                                                              |                                                                                              |                                                                                              |                                                                                              |                                                                                               |                                                                                               |                                                                                               |                                                                                               |                                                                                               |                                                                                               |                                                           |                                                           |                                                                                             |                                                                                             | リチャード・ボイル 初代コーク伯爵 初代ダンガーヴァン子爵 (1566-1643)                        |                                                                                             |                                                                                             |                                                                                             |                                                                                            |                                                                                            |                                                                                               |                                                                                               |                                                                                               |                                                                                               |                                                                                               |                                                                                               |                                                                                            |                                                                                            |                                                                                            |                                                                                            |                                                                                            |                                                                                            |                                                                                           |                                                                                           |                                                  |                                                  |  |  |                              |                              |                              |                              |                              |                              |  |  |  |  |  |  |  |  |  |  |  |  |  |  |  |  |  |  |  |  |  |  |  |  |  |  |  |  |  |  |
|  |  |                  |                  |                  |                  |                                                                                              |                                                                                              |                                                                                              |                                                                                              |                                                                                              |                                                                                              |                                                                                               |                                                                                               |                                                                                               |                                                                                               |                                                                                               |                                                                                               |                                                           |                                                           |                                                                                             |                                                                                             |                                                                                             |                                                                                             |                                                                                             |                                                                                             |                                                                                            |                                                                                            |                                                                                               |                                                                                               |                                                                                               |                                                                                               |                                                                                               |                                                                                               |                                                                                            |                                                                                            |                                                                                            |                                                                                            |                                                                                            |                                                                                            |                                                                                           |                                                                                           |                                                  |                                                  |  |  |                              |                              |                              |                              |                              |                              |  |  |  |  |  |  |  |  |  |  |  |  |  |  |  |  |  |  |  |  |  |  |  |  |  |  |  |  |  |  |
|  |  |                  |                  |                  |                  |                                                                                              |                                                                                              |                                                                                              |                                                                                              |                                                                                              |                                                                                              |                                                                                               |                                                                                               |                                                                                               |                                                                                               |                                                                                               |                                                                                               |                                                           |                                                           |                                                                                             |                                                                                             |                                                                                             |                                                                                             |                                                                                             |                                                                                             |                                                                                            |                                                                                            |                                                                                               |                                                                                               |                                                                                               |                                                                                               |                                                                                               |                                                                                               |                                                                                            |                                                                                            |                                                                                            |                                                                                            |                                                                                            |                                                                                            |                                                                                           |                                                                                           |                                                  |                                                  |  |  |                              |                              |                              |                              |                              |                              |  |  |  |  |  |  |  |  |  |  |  |  |  |  |  |  |  |  |  |  |  |  |  |  |  |  |  |  |  |  |
|  |  | ロジャー・ボイル | ロジャー・ボイル | ロジャー・ボイル | ロジャー・ボイル | ロジャー・ボイル                                                                             | ロジャー・ボイル                                                                             |                                                                                              |                                                                                              | リチャード・ボイル 第2代コーク伯爵 初代バーリントン伯爵 第2代ダンガーヴァン子爵 (1612-1698)  | リチャード・ボイル 第2代コーク伯爵 初代バーリントン伯爵 第2代ダンガーヴァン子爵 (1612-1698)  | リチャード・ボイル 第2代コーク伯爵 初代バーリントン伯爵 第2代ダンガーヴァン子爵 (1612-1698)   | リチャード・ボイル 第2代コーク伯爵 初代バーリントン伯爵 第2代ダンガーヴァン子爵 (1612-1698)   | リチャード・ボイル 第2代コーク伯爵 初代バーリントン伯爵 第2代ダンガーヴァン子爵 (1612-1698)   | リチャード・ボイル 第2代コーク伯爵 初代バーリントン伯爵 第2代ダンガーヴァン子爵 (1612-1698)   |                                                                                               |                                                                                               | ルイス・ボイル 初代キナルミーキーのボイル子爵 (1619-1642) | ルイス・ボイル 初代キナルミーキーのボイル子爵 (1619-1642) | ルイス・ボイル 初代キナルミーキーのボイル子爵 (1619-1642)                                   | ルイス・ボイル 初代キナルミーキーのボイル子爵 (1619-1642)                                   | ルイス・ボイル 初代キナルミーキーのボイル子爵 (1619-1642)                                   | ルイス・ボイル 初代キナルミーキーのボイル子爵 (1619-1642)                                   |                                                                                             |                                                                                             | ロジャー・ボイル 初代オーラリー伯爵 (1621-1679)                                            | ロジャー・ボイル 初代オーラリー伯爵 (1621-1679)                                            | ロジャー・ボイル 初代オーラリー伯爵 (1621-1679)                                               | ロジャー・ボイル 初代オーラリー伯爵 (1621-1679)                                               | ロジャー・ボイル 初代オーラリー伯爵 (1621-1679)                                               | ロジャー・ボイル 初代オーラリー伯爵 (1621-1679)                                               |                                                                                               |                                                                                               |                                                                                            |                                                                                            |                                                                                            |                                                                                            | フランシス・ボイル 初代シャノン子爵 (1623-1699)                                            | フランシス・ボイル 初代シャノン子爵 (1623-1699)                                            | フランシス・ボイル 初代シャノン子爵 (1623-1699)                                           | フランシス・ボイル 初代シャノン子爵 (1623-1699)                                           | フランシス・ボイル 初代シャノン子爵 (1623-1699)  | フランシス・ボイル 初代シャノン子爵 (1623-1699)  |  |  | ロバート・ボイル (1627-1691) | ロバート・ボイル (1627-1691) | ロバート・ボイル (1627-1691) | ロバート・ボイル (1627-1691) | ロバート・ボイル (1627-1691) | ロバート・ボイル (1627-1691) |  |  |  |  |  |  |  |  |  |  |  |  |  |  |  |  |  |  |  |  |  |  |  |  |  |  |  |  |  |  |
|  |  | ロジャー・ボイル | ロジャー・ボイル | ロジャー・ボイル | ロジャー・ボイル | ロジャー・ボイル                                                                             | ロジャー・ボイル                                                                             |                                                                                              |                                                                                              | リチャード・ボイル 第2代コーク伯爵 初代バーリントン伯爵 第2代ダンガーヴァン子爵 (1612-1698)  | リチャード・ボイル 第2代コーク伯爵 初代バーリントン伯爵 第2代ダンガーヴァン子爵 (1612-1698)  | リチャード・ボイル 第2代コーク伯爵 初代バーリントン伯爵 第2代ダンガーヴァン子爵 (1612-1698)   | リチャード・ボイル 第2代コーク伯爵 初代バーリントン伯爵 第2代ダンガーヴァン子爵 (1612-1698)   | リチャード・ボイル 第2代コーク伯爵 初代バーリントン伯爵 第2代ダンガーヴァン子爵 (1612-1698)   | リチャード・ボイル 第2代コーク伯爵 初代バーリントン伯爵 第2代ダンガーヴァン子爵 (1612-1698)   |                                                                                               |                                                                                               | ルイス・ボイル 初代キナルミーキーのボイル子爵 (1619-1642) | ルイス・ボイル 初代キナルミーキーのボイル子爵 (1619-1642) | ルイス・ボイル 初代キナルミーキーのボイル子爵 (1619-1642)                                   | ルイス・ボイル 初代キナルミーキーのボイル子爵 (1619-1642)                                   | ルイス・ボイル 初代キナルミーキーのボイル子爵 (1619-1642)                                   | ルイス・ボイル 初代キナルミーキーのボイル子爵 (1619-1642)                                   |                                                                                             |                                                                                             | ロジャー・ボイル 初代オーラリー伯爵 (1621-1679)                                            | ロジャー・ボイル 初代オーラリー伯爵 (1621-1679)                                            | ロジャー・ボイル 初代オーラリー伯爵 (1621-1679)                                               | ロジャー・ボイル 初代オーラリー伯爵 (1621-1679)                                               | ロジャー・ボイル 初代オーラリー伯爵 (1621-1679)                                               | ロジャー・ボイル 初代オーラリー伯爵 (1621-1679)                                               |                                                                                               |                                                                                               |                                                                                            |                                                                                            |                                                                                            |                                                                                            | フランシス・ボイル 初代シャノン子爵 (1623-1699)                                            | フランシス・ボイル 初代シャノン子爵 (1623-1699)                                            | フランシス・ボイル 初代シャノン子爵 (1623-1699)                                           | フランシス・ボイル 初代シャノン子爵 (1623-1699)                                           | フランシス・ボイル 初代シャノン子爵 (1623-1699)  | フランシス・ボイル 初代シャノン子爵 (1623-1699)  |  |  | ロバート・ボイル (1627-1691) | ロバート・ボイル (1627-1691) | ロバート・ボイル (1627-1691) | ロバート・ボイル (1627-1691) | ロバート・ボイル (1627-1691) | ロバート・ボイル (1627-1691) |  |  |  |  |  |  |  |  |  |  |  |  |  |  |  |  |  |  |  |  |  |  |  |  |  |  |  |  |  |  |
|  |  |                  |                  |                  |                  |                                                                                              |                                                                                              |                                                                                              |                                                                                              | チャールズ・ボイル 第3代ダンガーヴァン子爵 (1639-1694)                                       | チャールズ・ボイル 第3代ダンガーヴァン子爵 (1639-1694)                                       | チャールズ・ボイル 第3代ダンガーヴァン子爵 (1639-1694)                                        | チャールズ・ボイル 第3代ダンガーヴァン子爵 (1639-1694)                                        | チャールズ・ボイル 第3代ダンガーヴァン子爵 (1639-1694)                                        | チャールズ・ボイル 第3代ダンガーヴァン子爵 (1639-1694)                                        |                                                                                               |                                                                                               |                                                           |                                                           |                                                                                             |                                                                                             |                                                                                             |                                                                                             |                                                                                             |                                                                                             | ロジャー・ボイル 第2代オーラリー伯爵 (1646-1682)                                           | ロジャー・ボイル 第2代オーラリー伯爵 (1646-1682)                                           | ロジャー・ボイル 第2代オーラリー伯爵 (1646-1682)                                              | ロジャー・ボイル 第2代オーラリー伯爵 (1646-1682)                                              | ロジャー・ボイル 第2代オーラリー伯爵 (1646-1682)                                              | ロジャー・ボイル 第2代オーラリー伯爵 (1646-1682)                                              |                                                                                               |                                                                                               |                                                                                            |                                                                                            |                                                                                            |                                                                                            | リチャード・ボイル (1640頃生)                                                              | リチャード・ボイル (1640頃生)                                                              | リチャード・ボイル (1640頃生)                                                             | リチャード・ボイル (1640頃生)                                                             | リチャード・ボイル (1640頃生)                    | リチャード・ボイル (1640頃生)                    |  |  |                              |                              |                              |                              |                              |                              |  |  |  |  |  |  |  |  |  |  |  |  |  |  |  |  |  |  |  |  |  |  |  |  |  |  |  |  |  |  |
|  |  |                  |                  |                  |                  |                                                                                              |                                                                                              |                                                                                              |                                                                                              | チャールズ・ボイル 第3代ダンガーヴァン子爵 (1639-1694)                                       | チャールズ・ボイル 第3代ダンガーヴァン子爵 (1639-1694)                                       | チャールズ・ボイル 第3代ダンガーヴァン子爵 (1639-1694)                                        | チャールズ・ボイル 第3代ダンガーヴァン子爵 (1639-1694)                                        | チャールズ・ボイル 第3代ダンガーヴァン子爵 (1639-1694)                                        | チャールズ・ボイル 第3代ダンガーヴァン子爵 (1639-1694)                                        |                                                                                               |                                                                                               |                                                           |                                                           |                                                                                             |                                                                                             |                                                                                             |                                                                                             |                                                                                             |                                                                                             | ロジャー・ボイル 第2代オーラリー伯爵 (1646-1682)                                           | ロジャー・ボイル 第2代オーラリー伯爵 (1646-1682)                                           | ロジャー・ボイル 第2代オーラリー伯爵 (1646-1682)                                              | ロジャー・ボイル 第2代オーラリー伯爵 (1646-1682)                                              | ロジャー・ボイル 第2代オーラリー伯爵 (1646-1682)                                              | ロジャー・ボイル 第2代オーラリー伯爵 (1646-1682)                                              |                                                                                               |                                                                                               |                                                                                            |                                                                                            |                                                                                            |                                                                                            | リチャード・ボイル (1640頃生)                                                              | リチャード・ボイル (1640頃生)                                                              | リチャード・ボイル (1640頃生)                                                             | リチャード・ボイル (1640頃生)                                                             | リチャード・ボイル (1640頃生)                    | リチャード・ボイル (1640頃生)                    |  |  |                              |                              |                              |                              |                              |                              |  |  |  |  |  |  |  |  |  |  |  |  |  |  |  |  |  |  |  |  |  |  |  |  |  |  |  |  |  |  |
|  |  |                  |                  |                  |                  |                                                                                              |                                                                                              |                                                                                              |                                                                                              |                                                                                              |                                                                                              |                                                                                               |                                                                                               |                                                                                               |                                                                                               |                                                                                               |                                                                                               |                                                           |                                                           |                                                                                             |                                                                                             |                                                                                             |                                                                                             |                                                                                             |                                                                                             |                                                                                            |                                                                                            |                                                                                               |                                                                                               |                                                                                               |                                                                                               |                                                                                               |                                                                                               |                                                                                            |                                                                                            |                                                                                            |                                                                                            |                                                                                            |                                                                                            |                                                                                           |                                                                                           |                                                  |                                                  |  |  |                              |                              |                              |                              |                              |                              |  |  |  |  |  |  |  |  |  |  |  |  |  |  |  |  |  |  |  |  |  |  |  |  |  |  |  |  |  |  |
|  |  |                  |                  |                  |                  | チャールズ・ボイル 第3代コーク伯爵 第2代バーリントン伯爵 第4代ダンガーヴァン子爵 (1660-1704) | チャールズ・ボイル 第3代コーク伯爵 第2代バーリントン伯爵 第4代ダンガーヴァン子爵 (1660-1704) | チャールズ・ボイル 第3代コーク伯爵 第2代バーリントン伯爵 第4代ダンガーヴァン子爵 (1660-1704) | チャールズ・ボイル 第3代コーク伯爵 第2代バーリントン伯爵 第4代ダンガーヴァン子爵 (1660-1704) | チャールズ・ボイル 第3代コーク伯爵 第2代バーリントン伯爵 第4代ダンガーヴァン子爵 (1660-1704) | チャールズ・ボイル 第3代コーク伯爵 第2代バーリントン伯爵 第4代ダンガーヴァン子爵 (1660-1704) |                                                                                               |                                                                                               | ヘンリー・ボイル 初代カールトン男爵 (1669-1725)                                               | ヘンリー・ボイル 初代カールトン男爵 (1669-1725)                                               | ヘンリー・ボイル 初代カールトン男爵 (1669-1725)                                               | ヘンリー・ボイル 初代カールトン男爵 (1669-1725)                                               | ヘンリー・ボイル 初代カールトン男爵 (1669-1725)           | ヘンリー・ボイル 初代カールトン男爵 (1669-1725)           |                                                                                             |                                                                                             | ライオネル・ボイル 第3代オーラリー伯爵 (1671-1703)                                          | ライオネル・ボイル 第3代オーラリー伯爵 (1671-1703)                                          | ライオネル・ボイル 第3代オーラリー伯爵 (1671-1703)                                          | ライオネル・ボイル 第3代オーラリー伯爵 (1671-1703)                                          | ライオネル・ボイル 第3代オーラリー伯爵 (1671-1703)                                         | ライオネル・ボイル 第3代オーラリー伯爵 (1671-1703)                                         |                                                                                               |                                                                                               | チャールズ・ボイル 第4代オーラリー伯爵 (1674-1731)                                            | チャールズ・ボイル 第4代オーラリー伯爵 (1674-1731)                                            | チャールズ・ボイル 第4代オーラリー伯爵 (1674-1731)                                            | チャールズ・ボイル 第4代オーラリー伯爵 (1674-1731)                                            | チャールズ・ボイル 第4代オーラリー伯爵 (1674-1731)                                         | チャールズ・ボイル 第4代オーラリー伯爵 (1674-1731)                                         |                                                                                            |                                                                                            | リチャード・ボイル 第2代シャノン子爵 (1675–1740)                                           | リチャード・ボイル 第2代シャノン子爵 (1675–1740)                                           | リチャード・ボイル 第2代シャノン子爵 (1675–1740)                                          | リチャード・ボイル 第2代シャノン子爵 (1675–1740)                                          | リチャード・ボイル 第2代シャノン子爵 (1675–1740) | リチャード・ボイル 第2代シャノン子爵 (1675–1740) |  |  |                              |                              |                              |                              |                              |                              |  |  |  |  |  |  |  |  |  |  |  |  |  |  |  |  |  |  |  |  |  |  |  |  |  |  |  |  |  |  |
|  |  |                  |                  |                  |                  | チャールズ・ボイル 第3代コーク伯爵 第2代バーリントン伯爵 第4代ダンガーヴァン子爵 (1660-1704) | チャールズ・ボイル 第3代コーク伯爵 第2代バーリントン伯爵 第4代ダンガーヴァン子爵 (1660-1704) | チャールズ・ボイル 第3代コーク伯爵 第2代バーリントン伯爵 第4代ダンガーヴァン子爵 (1660-1704) | チャールズ・ボイル 第3代コーク伯爵 第2代バーリントン伯爵 第4代ダンガーヴァン子爵 (1660-1704) | チャールズ・ボイル 第3代コーク伯爵 第2代バーリントン伯爵 第4代ダンガーヴァン子爵 (1660-1704) | チャールズ・ボイル 第3代コーク伯爵 第2代バーリントン伯爵 第4代ダンガーヴァン子爵 (1660-1704) |                                                                                               |                                                                                               | ヘンリー・ボイル 初代カールトン男爵 (1669-1725)                                               | ヘンリー・ボイル 初代カールトン男爵 (1669-1725)                                               | ヘンリー・ボイル 初代カールトン男爵 (1669-1725)                                               | ヘンリー・ボイル 初代カールトン男爵 (1669-1725)                                               | ヘンリー・ボイル 初代カールトン男爵 (1669-1725)           | ヘンリー・ボイル 初代カールトン男爵 (1669-1725)           |                                                                                             |                                                                                             | ライオネル・ボイル 第3代オーラリー伯爵 (1671-1703)                                          | ライオネル・ボイル 第3代オーラリー伯爵 (1671-1703)                                          | ライオネル・ボイル 第3代オーラリー伯爵 (1671-1703)                                          | ライオネル・ボイル 第3代オーラリー伯爵 (1671-1703)                                          | ライオネル・ボイル 第3代オーラリー伯爵 (1671-1703)                                         | ライオネル・ボイル 第3代オーラリー伯爵 (1671-1703)                                         |                                                                                               |                                                                                               | チャールズ・ボイル 第4代オーラリー伯爵 (1674-1731)                                            | チャールズ・ボイル 第4代オーラリー伯爵 (1674-1731)                                            | チャールズ・ボイル 第4代オーラリー伯爵 (1674-1731)                                            | チャールズ・ボイル 第4代オーラリー伯爵 (1674-1731)                                            | チャールズ・ボイル 第4代オーラリー伯爵 (1674-1731)                                         | チャールズ・ボイル 第4代オーラリー伯爵 (1674-1731)                                         |                                                                                            |                                                                                            | リチャード・ボイル 第2代シャノン子爵 (1675–1740)                                           | リチャード・ボイル 第2代シャノン子爵 (1675–1740)                                           | リチャード・ボイル 第2代シャノン子爵 (1675–1740)                                          | リチャード・ボイル 第2代シャノン子爵 (1675–1740)                                          | リチャード・ボイル 第2代シャノン子爵 (1675–1740) | リチャード・ボイル 第2代シャノン子爵 (1675–1740) |  |  |                              |                              |                              |                              |                              |                              |  |  |  |  |  |  |  |  |  |  |  |  |  |  |  |  |  |  |  |  |  |  |  |  |  |  |  |  |  |  |
|  |  |                  |                  |                  |                  | リチャード・ボイル 第4代コーク伯爵 第3代バーリントン伯爵 第5代ダンガーヴァン子爵 (1694-1753) | リチャード・ボイル 第4代コーク伯爵 第3代バーリントン伯爵 第5代ダンガーヴァン子爵 (1694-1753) | リチャード・ボイル 第4代コーク伯爵 第3代バーリントン伯爵 第5代ダンガーヴァン子爵 (1694-1753) | リチャード・ボイル 第4代コーク伯爵 第3代バーリントン伯爵 第5代ダンガーヴァン子爵 (1694-1753) | リチャード・ボイル 第4代コーク伯爵 第3代バーリントン伯爵 第5代ダンガーヴァン子爵 (1694-1753) | リチャード・ボイル 第4代コーク伯爵 第3代バーリントン伯爵 第5代ダンガーヴァン子爵 (1694-1753) |                                                                                               |                                                                                               |                                                                                               |                                                                                               |                                                                                               |                                                                                               |                                                           |                                                           |                                                                                             |                                                                                             | ヘンリエッタ・ハミルトン (-1732)                                                            | ヘンリエッタ・ハミルトン (-1732)                                                            | ヘンリエッタ・ハミルトン (-1732)                                                            | ヘンリエッタ・ハミルトン (-1732)                                                            | ヘンリエッタ・ハミルトン (-1732)                                                           | ヘンリエッタ・ハミルトン (-1732)                                                           |                                                                                               |                                                                                               | ジョン・ボイル 第5代コーク伯爵 第5代オーラリー伯爵 第6代ダンガーヴァン子爵 (1707-1762)        | ジョン・ボイル 第5代コーク伯爵 第5代オーラリー伯爵 第6代ダンガーヴァン子爵 (1707-1762)        | ジョン・ボイル 第5代コーク伯爵 第5代オーラリー伯爵 第6代ダンガーヴァン子爵 (1707-1762)        | ジョン・ボイル 第5代コーク伯爵 第5代オーラリー伯爵 第6代ダンガーヴァン子爵 (1707-1762)        | ジョン・ボイル 第5代コーク伯爵 第5代オーラリー伯爵 第6代ダンガーヴァン子爵 (1707-1762)     | ジョン・ボイル 第5代コーク伯爵 第5代オーラリー伯爵 第6代ダンガーヴァン子爵 (1707-1762)     |                                                                                            |                                                                                            | マーガレット・ハミルトン (1710-1758)                                                       | マーガレット・ハミルトン (1710-1758)                                                       | マーガレット・ハミルトン (1710-1758)                                                      | マーガレット・ハミルトン (1710-1758)                                                      | マーガレット・ハミルトン (1710-1758)             | マーガレット・ハミルトン (1710-1758)             |  |  |                              |                              |                              |                              |                              |                              |  |  |  |  |  |  |  |  |  |  |  |  |  |  |  |  |  |  |  |  |  |  |  |  |  |  |  |  |  |  |
|  |  |                  |                  |                  |                  | リチャード・ボイル 第4代コーク伯爵 第3代バーリントン伯爵 第5代ダンガーヴァン子爵 (1694-1753) | リチャード・ボイル 第4代コーク伯爵 第3代バーリントン伯爵 第5代ダンガーヴァン子爵 (1694-1753) | リチャード・ボイル 第4代コーク伯爵 第3代バーリントン伯爵 第5代ダンガーヴァン子爵 (1694-1753) | リチャード・ボイル 第4代コーク伯爵 第3代バーリントン伯爵 第5代ダンガーヴァン子爵 (1694-1753) | リチャード・ボイル 第4代コーク伯爵 第3代バーリントン伯爵 第5代ダンガーヴァン子爵 (1694-1753) | リチャード・ボイル 第4代コーク伯爵 第3代バーリントン伯爵 第5代ダンガーヴァン子爵 (1694-1753) |                                                                                               |                                                                                               |                                                                                               |                                                                                               |                                                                                               |                                                                                               |                                                           |                                                           |                                                                                             |                                                                                             | ヘンリエッタ・ハミルトン (-1732)                                                            | ヘンリエッタ・ハミルトン (-1732)                                                            | ヘンリエッタ・ハミルトン (-1732)                                                            | ヘンリエッタ・ハミルトン (-1732)                                                            | ヘンリエッタ・ハミルトン (-1732)                                                           | ヘンリエッタ・ハミルトン (-1732)                                                           |                                                                                               |                                                                                               | ジョン・ボイル 第5代コーク伯爵 第5代オーラリー伯爵 第6代ダンガーヴァン子爵 (1707-1762)        | ジョン・ボイル 第5代コーク伯爵 第5代オーラリー伯爵 第6代ダンガーヴァン子爵 (1707-1762)        | ジョン・ボイル 第5代コーク伯爵 第5代オーラリー伯爵 第6代ダンガーヴァン子爵 (1707-1762)        | ジョン・ボイル 第5代コーク伯爵 第5代オーラリー伯爵 第6代ダンガーヴァン子爵 (1707-1762)        | ジョン・ボイル 第5代コーク伯爵 第5代オーラリー伯爵 第6代ダンガーヴァン子爵 (1707-1762)     | ジョン・ボイル 第5代コーク伯爵 第5代オーラリー伯爵 第6代ダンガーヴァン子爵 (1707-1762)     |                                                                                            |                                                                                            | マーガレット・ハミルトン (1710-1758)                                                       | マーガレット・ハミルトン (1710-1758)                                                       | マーガレット・ハミルトン (1710-1758)                                                      | マーガレット・ハミルトン (1710-1758)                                                      | マーガレット・ハミルトン (1710-1758)             | マーガレット・ハミルトン (1710-1758)             |  |  |                              |                              |                              |                              |                              |                              |  |  |  |  |  |  |  |  |  |  |  |  |  |  |  |  |  |  |  |  |  |  |  |  |  |  |  |  |  |  |
|  |  |                  |                  |                  |                  |                                                                                              |                                                                                              |                                                                                              |                                                                                              |                                                                                              |                                                                                              |                                                                                               |                                                                                               |                                                                                               |                                                                                               |                                                                                               |                                                                                               |                                                           |                                                           |                                                                                             |                                                                                             |                                                                                             |                                                                                             |                                                                                             |                                                                                             |                                                                                            |                                                                                            |                                                                                               |                                                                                               |                                                                                               |                                                                                               |                                                                                               |                                                                                               |                                                                                            |                                                                                            |                                                                                            |                                                                                            |                                                                                            |                                                                                            |                                                                                           |                                                                                           |                                                  |                                                  |  |  |                              |                              |                              |                              |                              |                              |  |  |  |  |  |  |  |  |  |  |  |  |  |  |  |  |  |  |  |  |  |  |  |  |  |  |  |  |  |  |
|  |  |                  |                  |                  |                  |                                                                                              |                                                                                              |                                                                                              |                                                                                              |                                                                                              |                                                                                              |                                                                                               |                                                                                               |                                                                                               |                                                                                               |                                                                                               |                                                                                               |                                                           |                                                           |                                                                                             |                                                                                             |                                                                                             |                                                                                             |                                                                                             |                                                                                             |                                                                                            |                                                                                            |                                                                                               |                                                                                               |                                                                                               |                                                                                               |                                                                                               |                                                                                               |                                                                                            |                                                                                            |                                                                                            |                                                                                            |                                                                                            |                                                                                            |                                                                                           |                                                                                           |                                                  |                                                  |  |  |                              |                              |                              |                              |                              |                              |  |  |  |  |  |  |  |  |  |  |  |  |  |  |  |  |  |  |  |  |  |  |  |  |  |  |  |  |  |  |
|  |  |                  |                  |                  |                  |                                                                                              |                                                                                              |                                                                                              |                                                                                              |                                                                                              |                                                                                              |                                                                                               |                                                                                               |                                                                                               |                                                                                               |                                                                                               |                                                                                               | チャールズ・ボイル (1729-1759)                            | チャールズ・ボイル (1729-1759)                            | チャールズ・ボイル (1729-1759)                                                              | チャールズ・ボイル (1729-1759)                                                              | チャールズ・ボイル (1729-1759)                                                              | チャールズ・ボイル (1729-1759)                                                              |                                                                                             |                                                                                             | ハミルトン・ボイル 第6代コーク伯爵 第6代オーラリー伯爵 第7代ダンガーヴァン子爵 (1729-1764) | ハミルトン・ボイル 第6代コーク伯爵 第6代オーラリー伯爵 第7代ダンガーヴァン子爵 (1729-1764) | ハミルトン・ボイル 第6代コーク伯爵 第6代オーラリー伯爵 第7代ダンガーヴァン子爵 (1729-1764)    | ハミルトン・ボイル 第6代コーク伯爵 第6代オーラリー伯爵 第7代ダンガーヴァン子爵 (1729-1764)    | ハミルトン・ボイル 第6代コーク伯爵 第6代オーラリー伯爵 第7代ダンガーヴァン子爵 (1729-1764)    | ハミルトン・ボイル 第6代コーク伯爵 第6代オーラリー伯爵 第7代ダンガーヴァン子爵 (1729-1764)    |                                                                                               |                                                                                               | エドマンド・ボイル 第7代コーク伯爵 第7代オーラリー伯爵 第8代ダンガーヴァン子爵 (1742-1798) | エドマンド・ボイル 第7代コーク伯爵 第7代オーラリー伯爵 第8代ダンガーヴァン子爵 (1742-1798) | エドマンド・ボイル 第7代コーク伯爵 第7代オーラリー伯爵 第8代ダンガーヴァン子爵 (1742-1798) | エドマンド・ボイル 第7代コーク伯爵 第7代オーラリー伯爵 第8代ダンガーヴァン子爵 (1742-1798) | エドマンド・ボイル 第7代コーク伯爵 第7代オーラリー伯爵 第8代ダンガーヴァン子爵 (1742-1798) | エドマンド・ボイル 第7代コーク伯爵 第7代オーラリー伯爵 第8代ダンガーヴァン子爵 (1742-1798) |                                                                                           |                                                                                           |                                                  |                                                  |  |  |                              |                              |                              |                              |                              |                              |  |  |  |  |  |  |  |  |  |  |  |  |  |  |  |  |  |  |  |  |  |  |  |  |  |  |  |  |  |  |
|  |  |                  |                  |                  |                  |                                                                                              |                                                                                              |                                                                                              |                                                                                              |                                                                                              |                                                                                              |                                                                                               |                                                                                               |                                                                                               |                                                                                               |                                                                                               |                                                                                               | チャールズ・ボイル (1729-1759)                            | チャールズ・ボイル (1729-1759)                            | チャールズ・ボイル (1729-1759)                                                              | チャールズ・ボイル (1729-1759)                                                              | チャールズ・ボイル (1729-1759)                                                              | チャールズ・ボイル (1729-1759)                                                              |                                                                                             |                                                                                             | ハミルトン・ボイル 第6代コーク伯爵 第6代オーラリー伯爵 第7代ダンガーヴァン子爵 (1729-1764) | ハミルトン・ボイル 第6代コーク伯爵 第6代オーラリー伯爵 第7代ダンガーヴァン子爵 (1729-1764) | ハミルトン・ボイル 第6代コーク伯爵 第6代オーラリー伯爵 第7代ダンガーヴァン子爵 (1729-1764)    | ハミルトン・ボイル 第6代コーク伯爵 第6代オーラリー伯爵 第7代ダンガーヴァン子爵 (1729-1764)    | ハミルトン・ボイル 第6代コーク伯爵 第6代オーラリー伯爵 第7代ダンガーヴァン子爵 (1729-1764)    | ハミルトン・ボイル 第6代コーク伯爵 第6代オーラリー伯爵 第7代ダンガーヴァン子爵 (1729-1764)    |                                                                                               |                                                                                               | エドマンド・ボイル 第7代コーク伯爵 第7代オーラリー伯爵 第8代ダンガーヴァン子爵 (1742-1798) | エドマンド・ボイル 第7代コーク伯爵 第7代オーラリー伯爵 第8代ダンガーヴァン子爵 (1742-1798) | エドマンド・ボイル 第7代コーク伯爵 第7代オーラリー伯爵 第8代ダンガーヴァン子爵 (1742-1798) | エドマンド・ボイル 第7代コーク伯爵 第7代オーラリー伯爵 第8代ダンガーヴァン子爵 (1742-1798) | エドマンド・ボイル 第7代コーク伯爵 第7代オーラリー伯爵 第8代ダンガーヴァン子爵 (1742-1798) | エドマンド・ボイル 第7代コーク伯爵 第7代オーラリー伯爵 第8代ダンガーヴァン子爵 (1742-1798) |                                                                                           |                                                                                           |                                                  |                                                  |  |  |                              |                              |                              |                              |                              |                              |  |  |  |  |  |  |  |  |  |  |  |  |  |  |  |  |  |  |  |  |  |  |  |  |  |  |  |  |  |  |
|  |  |                  |                  |                  |                  |                                                                                              |                                                                                              |                                                                                              |                                                                                              |                                                                                              |                                                                                              |                                                                                               |                                                                                               |                                                                                               |                                                                                               |                                                                                               |                                                                                               |                                                           |                                                           |                                                                                             |                                                                                             |                                                                                             |                                                                                             |                                                                                             |                                                                                             |                                                                                            |                                                                                            |                                                                                               |                                                                                               |                                                                                               |                                                                                               |                                                                                               |                                                                                               |                                                                                            |                                                                                            |                                                                                            |                                                                                            |                                                                                            |                                                                                            |                                                                                           |                                                                                           |                                                  |                                                  |  |  |                              |                              |                              |                              |                              |                              |  |  |  |  |  |  |  |  |  |  |  |  |  |  |  |  |  |  |  |  |  |  |  |  |  |  |  |  |  |  |
|  |  |                  |                  |                  |                  |                                                                                              |                                                                                              |                                                                                              |                                                                                              |                                                                                              |                                                                                              |                                                                                               |                                                                                               |                                                                                               |                                                                                               |                                                                                               |                                                                                               |                                                           |                                                           |                                                                                             |                                                                                             |                                                                                             |                                                                                             |                                                                                             |                                                                                             | ジョン・ボイル (1765-1768)                                                                 | ジョン・ボイル (1765-1768)                                                                 | ジョン・ボイル (1765-1768)                                                                    | ジョン・ボイル (1765-1768)                                                                    | ジョン・ボイル (1765-1768)                                                                    | ジョン・ボイル (1765-1768)                                                                    |                                                                                               |                                                                                               | エドマンド・ボイル 第8代コーク伯爵 第8代オーラリー伯爵 第9代ダンガーヴァン子爵 (1767-1856) | エドマンド・ボイル 第8代コーク伯爵 第8代オーラリー伯爵 第9代ダンガーヴァン子爵 (1767-1856) | エドマンド・ボイル 第8代コーク伯爵 第8代オーラリー伯爵 第9代ダンガーヴァン子爵 (1767-1856) | エドマンド・ボイル 第8代コーク伯爵 第8代オーラリー伯爵 第9代ダンガーヴァン子爵 (1767-1856) | エドマンド・ボイル 第8代コーク伯爵 第8代オーラリー伯爵 第9代ダンガーヴァン子爵 (1767-1856) | エドマンド・ボイル 第8代コーク伯爵 第8代オーラリー伯爵 第9代ダンガーヴァン子爵 (1767-1856) |                                                                                           |                                                                                           |                                                  |                                                  |  |  |                              |                              |                              |                              |                              |                              |  |  |  |  |  |  |  |  |  |  |  |  |  |  |  |  |  |  |  |  |  |  |  |  |  |  |  |  |  |  |
|  |  |                  |                  |                  |                  |                                                                                              |                                                                                              |                                                                                              |                                                                                              |                                                                                              |                                                                                              |                                                                                               |                                                                                               |                                                                                               |                                                                                               |                                                                                               |                                                                                               |                                                           |                                                           |                                                                                             |                                                                                             |                                                                                             |                                                                                             |                                                                                             |                                                                                             | ジョン・ボイル (1765-1768)                                                                 | ジョン・ボイル (1765-1768)                                                                 | ジョン・ボイル (1765-1768)                                                                    | ジョン・ボイル (1765-1768)                                                                    | ジョン・ボイル (1765-1768)                                                                    | ジョン・ボイル (1765-1768)                                                                    |                                                                                               |                                                                                               | エドマンド・ボイル 第8代コーク伯爵 第8代オーラリー伯爵 第9代ダンガーヴァン子爵 (1767-1856) | エドマンド・ボイル 第8代コーク伯爵 第8代オーラリー伯爵 第9代ダンガーヴァン子爵 (1767-1856) | エドマンド・ボイル 第8代コーク伯爵 第8代オーラリー伯爵 第9代ダンガーヴァン子爵 (1767-1856) | エドマンド・ボイル 第8代コーク伯爵 第8代オーラリー伯爵 第9代ダンガーヴァン子爵 (1767-1856) | エドマンド・ボイル 第8代コーク伯爵 第8代オーラリー伯爵 第9代ダンガーヴァン子爵 (1767-1856) | エドマンド・ボイル 第8代コーク伯爵 第8代オーラリー伯爵 第9代ダンガーヴァン子爵 (1767-1856) |                                                                                           |                                                                                           |                                                  |                                                  |  |  |                              |                              |                              |                              |                              |                              |  |  |  |  |  |  |  |  |  |  |  |  |  |  |  |  |  |  |  |  |  |  |  |  |  |  |  |  |  |  |
|  |  |                  |                  |                  |                  |                                                                                              |                                                                                              |                                                                                              |                                                                                              |                                                                                              |                                                                                              |                                                                                               |                                                                                               |                                                                                               |                                                                                               |                                                                                               |                                                                                               |                                                           |                                                           |                                                                                             |                                                                                             |                                                                                             |                                                                                             |                                                                                             |                                                                                             |                                                                                            |                                                                                            |                                                                                               |                                                                                               |                                                                                               |                                                                                               |                                                                                               |                                                                                               |                                                                                            |                                                                                            |                                                                                            |                                                                                            |                                                                                            |                                                                                            |                                                                                           |                                                                                           |                                                  |                                                  |  |  |                              |                              |                              |                              |                              |                              |  |  |  |  |  |  |  |  |  |  |  |  |  |  |  |  |  |  |  |  |  |  |  |  |  |  |  |  |  |  |
|  |  |                  |                  |                  |                  |                                                                                              |                                                                                              |                                                                                              |                                                                                              |                                                                                              |                                                                                              | エドマンド・ボイル (1798-1826)                                                                | エドマンド・ボイル (1798-1826)                                                                | エドマンド・ボイル (1798-1826)                                                                | エドマンド・ボイル (1798-1826)                                                                | エドマンド・ボイル (1798-1826)                                                                | エドマンド・ボイル (1798-1826)                                                                |                                                           |                                                           | チャールズ・ボイル (1800-1834)                                                              | チャールズ・ボイル (1800-1834)                                                              | チャールズ・ボイル (1800-1834)                                                              | チャールズ・ボイル (1800-1834)                                                              | チャールズ・ボイル (1800-1834)                                                              | チャールズ・ボイル (1800-1834)                                                              |                                                                                            |                                                                                            |                                                                                               |                                                                                               |                                                                                               |                                                                                               |                                                                                               |                                                                                               | ジョン・ボイル                                                                             | ジョン・ボイル                                                                             | ジョン・ボイル                                                                             | ジョン・ボイル                                                                             | ジョン・ボイル                                                                             | ジョン・ボイル                                                                             |                                                                                           |                                                                                           |                                                  |                                                  |  |  |                              |                              |                              |                              |                              |                              |  |  |  |  |  |  |  |  |  |  |  |  |  |  |  |  |  |  |  |  |  |  |  |  |  |  |  |  |  |  |
|  |  |                  |                  |                  |                  |                                                                                              |                                                                                              |                                                                                              |                                                                                              |                                                                                              |                                                                                              | エドマンド・ボイル (1798-1826)                                                                | エドマンド・ボイル (1798-1826)                                                                | エドマンド・ボイル (1798-1826)                                                                | エドマンド・ボイル (1798-1826)                                                                | エドマンド・ボイル (1798-1826)                                                                | エドマンド・ボイル (1798-1826)                                                                |                                                           |                                                           | チャールズ・ボイル (1800-1834)                                                              | チャールズ・ボイル (1800-1834)                                                              | チャールズ・ボイル (1800-1834)                                                              | チャールズ・ボイル (1800-1834)                                                              | チャールズ・ボイル (1800-1834)                                                              | チャールズ・ボイル (1800-1834)                                                              |                                                                                            |                                                                                            |                                                                                               |                                                                                               |                                                                                               |                                                                                               |                                                                                               |                                                                                               | ジョン・ボイル                                                                             | ジョン・ボイル                                                                             | ジョン・ボイル                                                                             | ジョン・ボイル                                                                             | ジョン・ボイル                                                                             | ジョン・ボイル                                                                             |                                                                                           |                                                                                           |                                                  |                                                  |  |  |                              |                              |                              |                              |                              |                              |  |  |  |  |  |  |  |  |  |  |  |  |  |  |  |  |  |  |  |  |  |  |  |  |  |  |  |  |  |  |
|  |  |                  |                  |                  |                  |                                                                                              |                                                                                              |                                                                                              |                                                                                              |                                                                                              |                                                                                              |                                                                                               |                                                                                               |                                                                                               |                                                                                               |                                                                                               |                                                                                               |                                                           |                                                           | リチャード・ボイル 第9代コーク伯爵 第9代オーラリー伯爵 第10代ダンガーヴァン子爵 (1829-1904) | リチャード・ボイル 第9代コーク伯爵 第9代オーラリー伯爵 第10代ダンガーヴァン子爵 (1829-1904) | リチャード・ボイル 第9代コーク伯爵 第9代オーラリー伯爵 第10代ダンガーヴァン子爵 (1829-1904) | リチャード・ボイル 第9代コーク伯爵 第9代オーラリー伯爵 第10代ダンガーヴァン子爵 (1829-1904) | リチャード・ボイル 第9代コーク伯爵 第9代オーラリー伯爵 第10代ダンガーヴァン子爵 (1829-1904) | リチャード・ボイル 第9代コーク伯爵 第9代オーラリー伯爵 第10代ダンガーヴァン子爵 (1829-1904) |                                                                                            |                                                                                            |                                                                                               |                                                                                               |                                                                                               |                                                                                               |                                                                                               |                                                                                               | ジェラルド・ボイル                                                                         | ジェラルド・ボイル                                                                         | ジェラルド・ボイル                                                                         | ジェラルド・ボイル                                                                         | ジェラルド・ボイル                                                                         | ジェラルド・ボイル                                                                         |                                                                                           |                                                                                           |                                                  |                                                  |  |  |                              |                              |                              |                              |                              |                              |  |  |  |  |  |  |  |  |  |  |  |  |  |  |  |  |  |  |  |  |  |  |  |  |  |  |  |  |  |  |
|  |  |                  |                  |                  |                  |                                                                                              |                                                                                              |                                                                                              |                                                                                              |                                                                                              |                                                                                              |                                                                                               |                                                                                               |                                                                                               |                                                                                               |                                                                                               |                                                                                               |                                                           |                                                           | リチャード・ボイル 第9代コーク伯爵 第9代オーラリー伯爵 第10代ダンガーヴァン子爵 (1829-1904) | リチャード・ボイル 第9代コーク伯爵 第9代オーラリー伯爵 第10代ダンガーヴァン子爵 (1829-1904) | リチャード・ボイル 第9代コーク伯爵 第9代オーラリー伯爵 第10代ダンガーヴァン子爵 (1829-1904) | リチャード・ボイル 第9代コーク伯爵 第9代オーラリー伯爵 第10代ダンガーヴァン子爵 (1829-1904) | リチャード・ボイル 第9代コーク伯爵 第9代オーラリー伯爵 第10代ダンガーヴァン子爵 (1829-1904) | リチャード・ボイル 第9代コーク伯爵 第9代オーラリー伯爵 第10代ダンガーヴァン子爵 (1829-1904) |                                                                                            |                                                                                            |                                                                                               |                                                                                               |                                                                                               |                                                                                               |                                                                                               |                                                                                               | ジェラルド・ボイル                                                                         | ジェラルド・ボイル                                                                         | ジェラルド・ボイル                                                                         | ジェラルド・ボイル                                                                         | ジェラルド・ボイル                                                                         | ジェラルド・ボイル                                                                         |                                                                                           |                                                                                           |                                                  |                                                  |  |  |                              |                              |                              |                              |                              |                              |  |  |  |  |  |  |  |  |  |  |  |  |  |  |  |  |  |  |  |  |  |  |  |  |  |  |  |  |  |  |
|  |  |                  |                  |                  |                  |                                                                                              |                                                                                              |                                                                                              |                                                                                              |                                                                                              |                                                                                              |                                                                                               |                                                                                               |                                                                                               |                                                                                               |                                                                                               |                                                                                               |                                                           |                                                           |                                                                                             |                                                                                             |                                                                                             |                                                                                             |                                                                                             |                                                                                             |                                                                                            |                                                                                            |                                                                                               |                                                                                               |                                                                                               |                                                                                               |                                                                                               |                                                                                               |                                                                                            |                                                                                            |                                                                                            |                                                                                            |                                                                                            |                                                                                            |                                                                                           |                                                                                           |                                                  |                                                  |  |  |                              |                              |                              |                              |                              |                              |  |  |  |  |  |  |  |  |  |  |  |  |  |  |  |  |  |  |  |  |  |  |  |  |  |  |  |  |  |  |
|  |  |                  |                  |                  |                  |                                                                                              |                                                                                              |                                                                                              |                                                                                              |                                                                                              |                                                                                              | チャールズ・ボイル 第10代コーク伯爵 第10代オーラリー伯爵 第11代ダンガーヴァン子爵 (1861-1925) | チャールズ・ボイル 第10代コーク伯爵 第10代オーラリー伯爵 第11代ダンガーヴァン子爵 (1861-1925) | チャールズ・ボイル 第10代コーク伯爵 第10代オーラリー伯爵 第11代ダンガーヴァン子爵 (1861-1925) | チャールズ・ボイル 第10代コーク伯爵 第10代オーラリー伯爵 第11代ダンガーヴァン子爵 (1861-1925) | チャールズ・ボイル 第10代コーク伯爵 第10代オーラリー伯爵 第11代ダンガーヴァン子爵 (1861-1925) | チャールズ・ボイル 第10代コーク伯爵 第10代オーラリー伯爵 第11代ダンガーヴァン子爵 (1861-1925) |                                                           |                                                           | ロバート・ボイル 第11代コーク伯爵 第11代オーラリー伯爵 第12代ダンガーヴァン子爵 (1864-1934) | ロバート・ボイル 第11代コーク伯爵 第11代オーラリー伯爵 第12代ダンガーヴァン子爵 (1864-1934) | ロバート・ボイル 第11代コーク伯爵 第11代オーラリー伯爵 第12代ダンガーヴァン子爵 (1864-1934) | ロバート・ボイル 第11代コーク伯爵 第11代オーラリー伯爵 第12代ダンガーヴァン子爵 (1864-1934) | ロバート・ボイル 第11代コーク伯爵 第11代オーラリー伯爵 第12代ダンガーヴァン子爵 (1864-1934) | ロバート・ボイル 第11代コーク伯爵 第11代オーラリー伯爵 第12代ダンガーヴァン子爵 (1864-1934) |                                                                                            |                                                                                            | ウィリアム・ボイル 第12代コーク伯爵 第12代オーラリー伯爵 第13代ダンガーヴァン子爵 (1873-1967) | ウィリアム・ボイル 第12代コーク伯爵 第12代オーラリー伯爵 第13代ダンガーヴァン子爵 (1873-1967) | ウィリアム・ボイル 第12代コーク伯爵 第12代オーラリー伯爵 第13代ダンガーヴァン子爵 (1873-1967) | ウィリアム・ボイル 第12代コーク伯爵 第12代オーラリー伯爵 第13代ダンガーヴァン子爵 (1873-1967) | ウィリアム・ボイル 第12代コーク伯爵 第12代オーラリー伯爵 第13代ダンガーヴァン子爵 (1873-1967) | ウィリアム・ボイル 第12代コーク伯爵 第12代オーラリー伯爵 第13代ダンガーヴァン子爵 (1873-1967) |                                                                                            |                                                                                            | レジナルド・ボイル                                                                         | レジナルド・ボイル                                                                         | レジナルド・ボイル                                                                         | レジナルド・ボイル                                                                         | レジナルド・ボイル                                                                        | レジナルド・ボイル                                                                        |                                                  |                                                  |  |  |                              |                              |                              |                              |                              |                              |  |  |  |  |  |  |  |  |  |  |  |  |  |  |  |  |  |  |  |  |  |  |  |  |  |  |  |  |  |  |
|  |  |                  |                  |                  |                  |                                                                                              |                                                                                              |                                                                                              |                                                                                              |                                                                                              |                                                                                              | チャールズ・ボイル 第10代コーク伯爵 第10代オーラリー伯爵 第11代ダンガーヴァン子爵 (1861-1925) | チャールズ・ボイル 第10代コーク伯爵 第10代オーラリー伯爵 第11代ダンガーヴァン子爵 (1861-1925) | チャールズ・ボイル 第10代コーク伯爵 第10代オーラリー伯爵 第11代ダンガーヴァン子爵 (1861-1925) | チャールズ・ボイル 第10代コーク伯爵 第10代オーラリー伯爵 第11代ダンガーヴァン子爵 (1861-1925) | チャールズ・ボイル 第10代コーク伯爵 第10代オーラリー伯爵 第11代ダンガーヴァン子爵 (1861-1925) | チャールズ・ボイル 第10代コーク伯爵 第10代オーラリー伯爵 第11代ダンガーヴァン子爵 (1861-1925) |                                                           |                                                           | ロバート・ボイル 第11代コーク伯爵 第11代オーラリー伯爵 第12代ダンガーヴァン子爵 (1864-1934) | ロバート・ボイル 第11代コーク伯爵 第11代オーラリー伯爵 第12代ダンガーヴァン子爵 (1864-1934) | ロバート・ボイル 第11代コーク伯爵 第11代オーラリー伯爵 第12代ダンガーヴァン子爵 (1864-1934) | ロバート・ボイル 第11代コーク伯爵 第11代オーラリー伯爵 第12代ダンガーヴァン子爵 (1864-1934) | ロバート・ボイル 第11代コーク伯爵 第11代オーラリー伯爵 第12代ダンガーヴァン子爵 (1864-1934) | ロバート・ボイル 第11代コーク伯爵 第11代オーラリー伯爵 第12代ダンガーヴァン子爵 (1864-1934) |                                                                                            |                                                                                            | ウィリアム・ボイル 第12代コーク伯爵 第12代オーラリー伯爵 第13代ダンガーヴァン子爵 (1873-1967) | ウィリアム・ボイル 第12代コーク伯爵 第12代オーラリー伯爵 第13代ダンガーヴァン子爵 (1873-1967) | ウィリアム・ボイル 第12代コーク伯爵 第12代オーラリー伯爵 第13代ダンガーヴァン子爵 (1873-1967) | ウィリアム・ボイル 第12代コーク伯爵 第12代オーラリー伯爵 第13代ダンガーヴァン子爵 (1873-1967) | ウィリアム・ボイル 第12代コーク伯爵 第12代オーラリー伯爵 第13代ダンガーヴァン子爵 (1873-1967) | ウィリアム・ボイル 第12代コーク伯爵 第12代オーラリー伯爵 第13代ダンガーヴァン子爵 (1873-1967) |                                                                                            |                                                                                            | レジナルド・ボイル                                                                         | レジナルド・ボイル                                                                         | レジナルド・ボイル                                                                         | レジナルド・ボイル                                                                         | レジナルド・ボイル                                                                        | レジナルド・ボイル                                                                        |                                                  |                                                  |  |  |                              |                              |                              |                              |                              |                              |  |  |  |  |  |  |  |  |  |  |  |  |  |  |  |  |  |  |  |  |  |  |  |  |  |  |  |  |  |  |
|  |  |                  |                  |                  |                  |                                                                                              |                                                                                              |                                                                                              |                                                                                              |                                                                                              |                                                                                              |                                                                                               |                                                                                               |                                                                                               |                                                                                               |                                                                                               |                                                                                               |                                                           |                                                           |                                                                                             |                                                                                             |                                                                                             |                                                                                             |                                                                                             |                                                                                             |                                                                                            |                                                                                            |                                                                                               |                                                                                               |                                                                                               |                                                                                               |                                                                                               |                                                                                               |                                                                                            |                                                                                            |                                                                                            |                                                                                            |                                                                                            |                                                                                            |                                                                                           |                                                                                           |                                                  |                                                  |  |  |                              |                              |                              |                              |                              |                              |  |  |  |  |  |  |  |  |  |  |  |  |  |  |  |  |  |  |  |  |  |  |  |  |  |  |  |  |  |  |
|  |  |                  |                  |                  |                  |                                                                                              |                                                                                              |                                                                                              |                                                                                              |                                                                                              |                                                                                              |                                                                                               |                                                                                               |                                                                                               |                                                                                               |                                                                                               |                                                                                               |                                                           |                                                           |                                                                                             |                                                                                             |                                                                                             |                                                                                             |                                                                                             |                                                                                             |                                                                                            |                                                                                            | パトリック・ボイル 第13代コーク伯爵 第13代オーラリー伯爵 第14代ダンガーヴァン子爵 (1910-1995) | パトリック・ボイル 第13代コーク伯爵 第13代オーラリー伯爵 第14代ダンガーヴァン子爵 (1910-1995) | パトリック・ボイル 第13代コーク伯爵 第13代オーラリー伯爵 第14代ダンガーヴァン子爵 (1910-1995) | パトリック・ボイル 第13代コーク伯爵 第13代オーラリー伯爵 第14代ダンガーヴァン子爵 (1910-1995) | パトリック・ボイル 第13代コーク伯爵 第13代オーラリー伯爵 第14代ダンガーヴァン子爵 (1910-1995) | パトリック・ボイル 第13代コーク伯爵 第13代オーラリー伯爵 第14代ダンガーヴァン子爵 (1910-1995) |                                                                                            |                                                                                            | ジョン・ボイル 第14代コーク伯爵 第14代オーラリー伯爵 第15代ダンガーヴァン子爵 (1916-2003)  | ジョン・ボイル 第14代コーク伯爵 第14代オーラリー伯爵 第15代ダンガーヴァン子爵 (1916-2003)  | ジョン・ボイル 第14代コーク伯爵 第14代オーラリー伯爵 第15代ダンガーヴァン子爵 (1916-2003)  | ジョン・ボイル 第14代コーク伯爵 第14代オーラリー伯爵 第15代ダンガーヴァン子爵 (1916-2003)  | ジョン・ボイル 第14代コーク伯爵 第14代オーラリー伯爵 第15代ダンガーヴァン子爵 (1916-2003) | ジョン・ボイル 第14代コーク伯爵 第14代オーラリー伯爵 第15代ダンガーヴァン子爵 (1916-2003) |                                                  |                                                  |  |  |                              |                              |                              |                              |                              |                              |  |  |  |  |  |  |  |  |  |  |  |  |  |  |  |  |  |  |  |  |  |  |  |  |  |  |  |  |  |  |
|  |  |                  |                  |                  |                  |                                                                                              |                                                                                              |                                                                                              |                                                                                              |                                                                                              |                                                                                              |                                                                                               |                                                                                               |                                                                                               |                                                                                               |                                                                                               |                                                                                               |                                                           |                                                           |                                                                                             |                                                                                             |                                                                                             |                                                                                             |                                                                                             |                                                                                             |                                                                                            |                                                                                            | パトリック・ボイル 第13代コーク伯爵 第13代オーラリー伯爵 第14代ダンガーヴァン子爵 (1910-1995) | パトリック・ボイル 第13代コーク伯爵 第13代オーラリー伯爵 第14代ダンガーヴァン子爵 (1910-1995) | パトリック・ボイル 第13代コーク伯爵 第13代オーラリー伯爵 第14代ダンガーヴァン子爵 (1910-1995) | パトリック・ボイル 第13代コーク伯爵 第13代オーラリー伯爵 第14代ダンガーヴァン子爵 (1910-1995) | パトリック・ボイル 第13代コーク伯爵 第13代オーラリー伯爵 第14代ダンガーヴァン子爵 (1910-1995) | パトリック・ボイル 第13代コーク伯爵 第13代オーラリー伯爵 第14代ダンガーヴァン子爵 (1910-1995) |                                                                                            |                                                                                            | ジョン・ボイル 第14代コーク伯爵 第14代オーラリー伯爵 第15代ダンガーヴァン子爵 (1916-2003)  | ジョン・ボイル 第14代コーク伯爵 第14代オーラリー伯爵 第15代ダンガーヴァン子爵 (1916-2003)  | ジョン・ボイル 第14代コーク伯爵 第14代オーラリー伯爵 第15代ダンガーヴァン子爵 (1916-2003)  | ジョン・ボイル 第14代コーク伯爵 第14代オーラリー伯爵 第15代ダンガーヴァン子爵 (1916-2003)  | ジョン・ボイル 第14代コーク伯爵 第14代オーラリー伯爵 第15代ダンガーヴァン子爵 (1916-2003) | ジョン・ボイル 第14代コーク伯爵 第14代オーラリー伯爵 第15代ダンガーヴァン子爵 (1916-2003) |                                                  |                                                  |  |  |                              |                              |                              |                              |                              |                              |  |  |  |  |  |  |  |  |  |  |  |  |  |  |  |  |  |  |  |  |  |  |  |  |  |  |  |  |  |  |
|  |  |                  |                  |                  |                  |                                                                                              |                                                                                              |                                                                                              |                                                                                              |                                                                                              |                                                                                              |                                                                                               |                                                                                               |                                                                                               |                                                                                               |                                                                                               |                                                                                               |                                                           |                                                           |                                                                                             |                                                                                             |                                                                                             |                                                                                             |                                                                                             |                                                                                             |                                                                                            |                                                                                            |                                                                                               |                                                                                               |                                                                                               |                                                                                               |                                                                                               |                                                                                               |                                                                                            |                                                                                            | ジョン・ボイル 第15代コーク伯爵 第15代オーラリー伯爵 第16代ダンガーヴァン子爵 (1945-)      |                                                                                            |                                                                                            |                                                                                            |                                                                                           |                                                                                           |                                                  |                                                  |  |  |                              |                              |                              |                              |                              |                              |  |  |  |  |  |  |  |  |  |  |  |  |  |  |  |  |  |  |  |  |  |  |  |  |  |  |  |  |  |  |